# 特利亚电信
特利亚电信（Telia Company AB）是一家瑞典电话公司和移动网络运营商、前身是国營的瑞典电报局及芬兰电讯（Sonera），公司服务于瑞典、芬兰、挪威、丹麦、立陶宛、拉脱维亚和爱沙尼亚。该公司在北欧、东欧、中亚以及南亚等其他国家也拥有电信业务。2013年，公司总共拥有1.82亿名移动电话客户。公司总部位于斯德哥尔摩，在斯德哥尔摩证券交易所和赫尔辛基证券交易所上市。
該公司宣布將於2020年5月25日起正式商轉5G。

## 运营

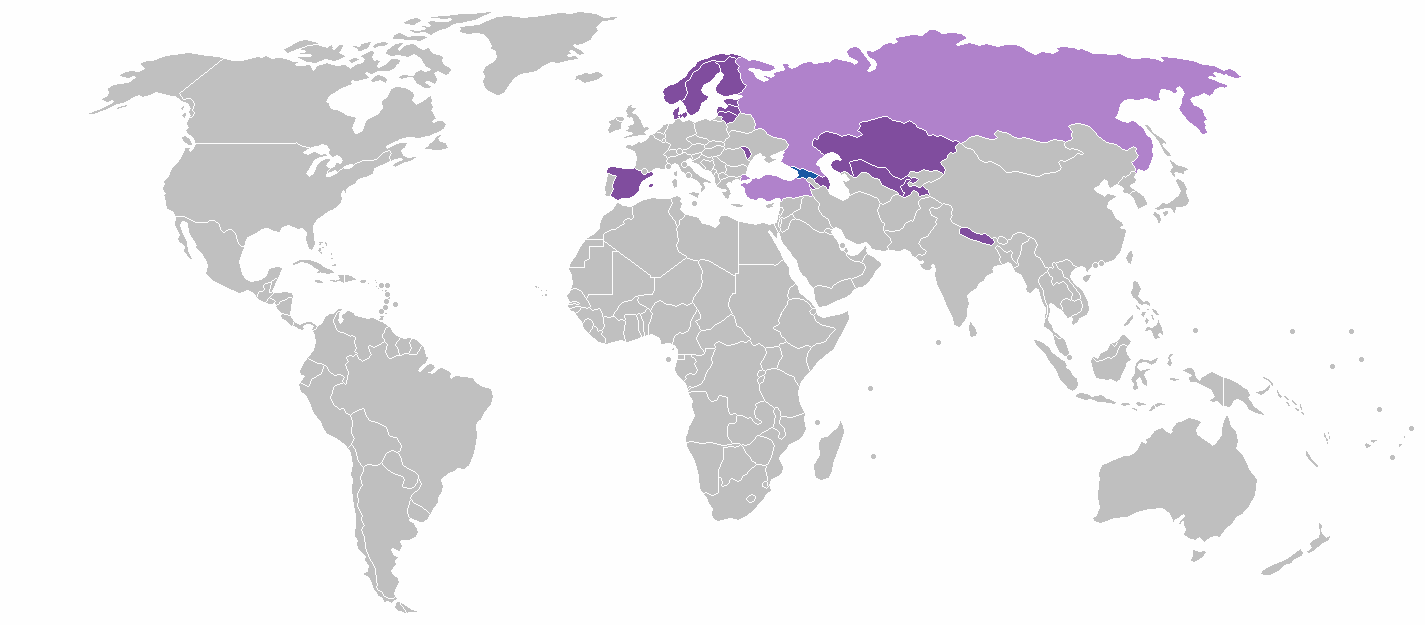
特里亚电信在全球的业务
占大多数股份的公司
相关公司

特里亚电信现在就营业额和客户群来说是北欧和波罗的海地区最大的固定电话、宽带和移动运营商。公司运营着欧洲最大和快速增长的全盘互联网主干网（AS1299）。据综合终端用户来算，它是世界上第十大的国际移动通信集团（终端用户数量中包括了该公司拥有股份的營運商的客户数量，例如Turkcell、Yoigo、MegaFon、Telia Norge等公司的客户数量）。